# Юманс, Винсент
Винсент Юманс (англ. Vincent Youmans, 27 сентября 1898, Нью-Йорк — 5 апреля 1946, Денвер) — американский композитор развлекательной музыки.

## Творчество
В 1921 году (вместе с Полом Ланнином) написал свой первый мюзикл «Две девочки в голубом» (Two Little Girls in Blue). К другим известным мюзиклам относятся: No, No, Nanette (1925), Wildflower (1923), A Night Out (1925), Rainbow (1928), Great Day (1929).
В 1933 году написал музыку к известному фильму с участием Фреда Астера и Джинджер Роджерс Полёт в Рио .
К самым популярным композициям относятся: «Tea for Two» (1924), «I Want to Be Happy» (1925), «Hallelujah» (1927), «Sometimes I’m Happy» (1927), «Without a Song» (1929), «More Than You Know» (1929), «Time on My Hands» (1930), «Orchids in the Moonlight» (1933), «Carioca» (1933).

## Ссылка
- Vincent Youmans — Dyskografia